# Fidel Escobar
Fidel Escobar (Panama-Stad, 9 januari 1995) is een Panamees voetballer die als verdediger speelt.

## Clubcarrière
Escobar begon zijn professionele carrière in eigen land bij San Francisco FC. In 2014 kwam hij bij Sporting San Miguelito. In het seizoen 2016/17 speelde hij op huurbasis in Portugal voor Sporting Lissabon B. Daarna werd hij verhuurd aan New York Red Bulls in de Verenigde Staten.

## Interlandcarrière
Escobar nam deel aan het Wereldkampioenschap voetbal onder 20 - 2015. Sinds 2015 speelt hij voor het Panamees voetbalelftal. Hij scoorde het enige doelpunt in de WK-kwalificatiewedstrijd tegen Honduras in 2017. Escobar maakte eveneens deel uit van de Panamese selectie, die in 2018 onder leiding van de Colombiaanse bondscoach Hernán Darío Gómez debuteerde bij een WK-eindronde. De ploeg uit Midden-Amerika, als derde geëindigde in de CONCACAF-kwalificatiezone, was in Rusland ingedeeld in groep G en verloor achtereenvolgens van België (0-3), Engeland (1-6) en Tunesië (1-2). Escobar kwam in alle drie de groepswedstrijden in actie voor zijn vaderland.